# Cheminas
Cheminas é uma comuna francesa na região administrativa de Auvérnia-Ródano-Alpes, no departamento de Ardèche. Estende-se por uma área de 9,39 km². Em 2010 a comuna tinha 408 habitantes (densidade: 43,5 hab./km²).